# História da Guiné-Bissau
A história da Guiné-Bissau como nação africana remonta a períodos muito anteriores aos Descobrimentos. As origens da Guiné-Bissau não são conhecidas devido, em grande parte, à falta de pesquisa arqueológica.
Os primeiros habitantes da região foram os Felupes ou Diolas, Manjacos, Mancanhas, Balantas, Papéis e Nalu. Um dos primeiros influenciadores da Guiné foi o Império do Mali, fundado no século XIII, que se desenvolveu desde o interior até à costa da África Ocidental. Um dos seus reinos, Gabu, expandiu-se até alcançar o estatuto de império, e veio a influenciar politicamente as regiões que faziam fronteira com o Senegal, Gâmbia e Guiné-Conakry.
Devido à sua situação geográfica costeira, ao tráfico de escravos e às influências da presença portuguesa desde meados do século XV, a Guiné-Bissau também estabeleceu contactos com Cabo Verde. Os portugueses chegaram à região em 1446, e estabeleceram-se em pequenas zonas alugadas aos vários reinos, mas que designaram por Rios da Guiné do Cabo Verde.

## O período colonial
Os rios da Guiné e as ilhas de Cabo Verde estiveram dentre as primeiras regiões da África a serem exploradas pelos portugueses. O navegador português Álvaro Fernandes chegou à Guiné em 1446 (Nuno Tristão segundo outras fontes) e reclamou a posse do território, porém, poucas feitorias de comércio foram estabelecidas antes de 1600.
A ocupação do território pela Coroa portuguesa só se deu sob a Dinastia Filipina, com a fundação da vila de Cacheu (1588) sujeita administrativamente ao arquipélago de Cabo Verde. No mesmo contexto, foi estabelecida, em 1630, a Capitania-Geral da Guiné Portuguesa para a administração do território.
Após a Restauração Portuguesa (1640), foi retomado o povoamento na região, tendo-se fundado as povoações de Farim e Ziguinchor. A irradiação da colonização portuguesa fez-se a partir da foz dos rios Casamansa, Cacheu, Geba e Buda. Durante séculos a região constituiu-se em um ponto estratégico para o comércio de escravos.
Em finais do século XVII edificou-se a fortaleza de Bissau, período em que os franceses começavam a afirmar a sua presença na região. Em 1753 foi restabelecida a Capitania de Bissau.
Em 1879 procedeu-se a separação administrativa de Cabo Verde, constituindo-se a Guiné Portuguesa. Pouco mais tarde, no contexto do Congresso de Berlim (1884-1885), diante do retalhamento da África pelas potências coloniais europeias, a Guiné-Bissau, agora com as suas fronteiras delineadas, é confirmada a Portugal. Entretanto, as subsequentes tentativas de ocupação e colonização portuguesas não se fizeram sem resistência das populações locais. A última delas ocorreu em 1936 com a revolta dos bijagós de Canhabaque.

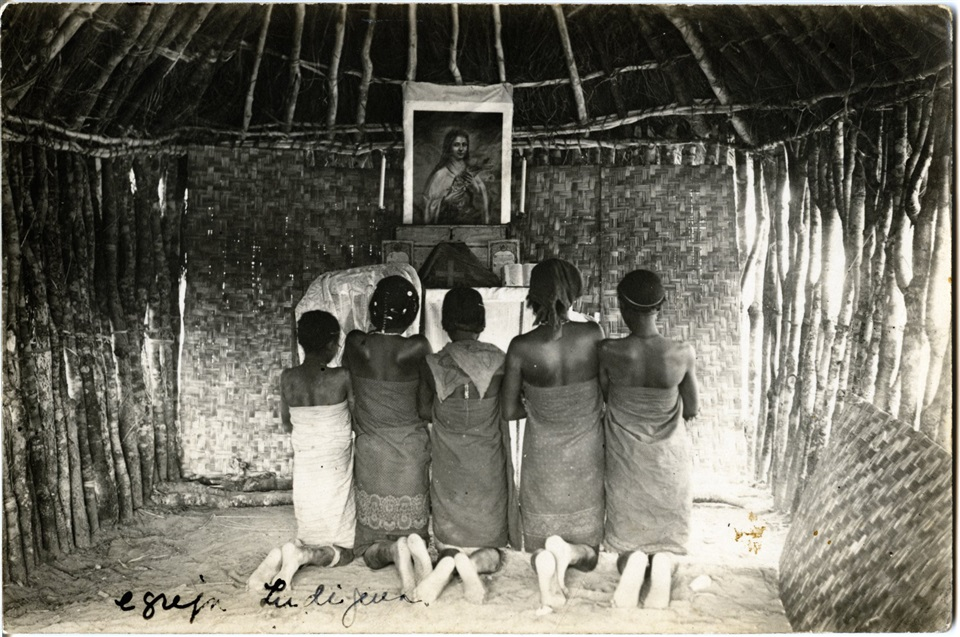
Igreja indígena na Guiné-Bissau nos anos 1920

## A luta pela independência
Durante três séculos a região constituiu a colónia da Guiné Portuguesa.
Em 1951, a Guiné-Bissau mudou de estatuto, tornando-se numa Província Ultramarina de Portugal.
Em 1956, intelectual guineense Amílcar Cabral, que estava no exílio em Conacri, e mais cinco correligionários fundaram o Partido Africano para a Independência da Guiné e Cabo Verde (PAIGC).
Em 1963, face à intransigência de Portugal quanto à independência, com o apoio de outros países, o PAIGC iniciou a luta armada de guerrilha, visando pôr termo ao colonialismo português.
A guerrilha do PAIGC consolidou o seu domínio do território em 1973, mas, no mesmo ano, Amílcar Cabral foi assassinado em Conacri, tendo sido substituído pelo irmão Luís de Almeida Cabral.
A independência, declarada unilateralmente a 24 de setembro de 1973, chegou com a Revolução dos Cravos em Portugal (1974). A 10 de setembro de 1974, a Guiné-Bissau foi a primeira colónia portuguesa na África a ter reconhecida a sua independência, constituindo-se na República da Guiné-Bissau.

## O governo de partido único do PAIGC
Luís Cabral foi empossado como o primeiro presidente da República da Guiné-Bissau, instituindo-se um governo de partido único de orientação marxista controlado pelo PAIGC e favorável à fusão com a também ex-colónia de Cabo Verde. O seu governo enfrentou sérias dificuldades orquestrados pelo João Bernardo Vieira "Nino",  que chegaram a provocar a escassez de alimentos no país.
Luís Cabral foi deposto em 1980 por um golpe de estado militar conduzido pelo brigadeiro João Bernardo "Nino" Vieira que assumiu a liderança do PAIGC, instituindo um regime autoritário. São apontados três acontecimentos que deram origem a este golpe:
- a intensificação de rivalidades entre os ex-combatentes de Cabo Verde e da Guiné-Bissau, os quais lutaram pela independência do país;
- as disputas de poder entre o Presidente e os militares e;
- as disputas de poder internas ao PAIGC.

Com o golpe, a ala cabo-verdiana do PAIGC se separou da ala guineense do partido, o que fez malograr o projeto de fusão política entre Guiné-Bissau e Cabo Verde. Ambos os países romperam relações, que somente seriam reatadas em 1982.
O país foi controlado por um conselho revolucionário até 1984, ano em que Guiné-Bissau ganhou sua actual Constituição. Nesse período, todas as alas de extrema-esquerda do PAIGC foram dissolvidas.
O período posterior ao golpe de 1980 foi marcado por um contexto de crescente radicalização na política do país. Um dos episódios reveladores desse contexto ocorreu em julho de 1986, quando se deu o fuzilamento de seis pessoas acusadas de conspiração contra o governo, entre os quais o ex-Vice-Presidente do Conselho de Estado, Coronel Paulo Correia.

## A transição democrática
Devido a pressões internacionais e à oposição interna ao autoritarismo de Nino Vieira, conjugada com uma crise económica, deu-se uma transição democrática em 1990. Em maio de 1991, o PAIGC deixou de ser o partido único com a adoção do pluripartidarismo. As primeiras eleições multipartidárias tiveram lugar em 1994. Na ocasião, o PAIGC obteve maioria na Assembleia Nacional Popular e João Bernardo Vieira foi eleito presidente da República. Estas eleições inauguraram um período de crescimento das atividades políticas por parte da oposição guineense.

## Guerra civil e instabilidade política
Apesar do aumento da participação da oposição na vida política do país, alguns acontecimentos conduziram ao desencadear uma guerra civil em 1998:
- o autoritarismo político do presidente;
- o atraso no pagamento de salários de funcionários públicos e;
- a tentativa de reforma das Forças Armadas por meio da promoção de soldados mais jovens e da desmobilização de veteranos das lutas de libertação nacional, o que causou descontentamentos entre os militares do país.

Em junho de 1998, uma insurreição militar liderada pelo general Ansumane Mané conduziu à deposição do presidente Vieira e a uma sangrenta guerra civil. A crise começou quando o Presidente do Senegal, Abdou Diouf, pressionou o Presidente Nino Vieira, para que este pusesse fim ao tráfico de armas em curso entre membros das Forças Armadas da Guiné-Bissau e o Movimento Democrático das Forças de Casamance. Em resposta, Nino Vieira responsabilizou o Chefe das Forças Armadas da Guiné-Bissau, Ansumane Mané, pelo tráfico de armas, e, em junho de 1998, colocou-o em prisão domiciliar. As forças leais ao General Mané, compostas pela população e por militares, invadiram a capital e exigiram a resignação de Vieira e o estabelecimento de um governo de transição.
O conflito civil de 1998 durou nove meses e deixou mais de 2000 mortos no país. Mais de 3 mil estrangeiros fugiram do país. O conflito somente se encerrou em maio de 1999, quando Ansumane Mané entregou a presidência provisória do país ao líder do PAICG, Malam Bacai Sanhá, que convocou eleições gerais.
Em 2000 realizaram-se as eleições e Kumba Yalá, do Partido da Renovação Social (PRS), foi eleito, derrotando Sanhá com 72% dos votos. Yalá formou um governo de coalizão entre o PRS e a Resistência da Guiné-Bissau/Movimento Bafatá. Em novembro de 2000 Ansumane Mané foi morto por tropas oficiais em uma fracassada tentativa de golpe.
Em setembro de 2003 teve lugar um novo golpe encabeçado pelo general Veríssimo Correia Seabra, durante o qual os militares prenderam Kumba Yalá por ser "incapaz de resolver os problemas" do país. Henrique Rosa foi colocado como presidente provisório até às novas eleições. Em março de 2004 o PAIGC venceu as eleições na Assembleia Nacional ficando com 45 das 100 cadeiras em disputa. O PRS, segundo mais votado, obteve 35 cadeiras. O líder do PAIGC, Carlos Gomes Júnior, foi indicado como primeiro-ministro.
Em outubro de 2005 João Bernardo Vieira foi reconduzido à presidência, retornado do exílio em Portugal e se elegeu como candidato independente. Contudo, não completou o seu mandato por ter sido assassinado no dia 2 de Março de 2009,  junto com o Chefe das Forças Armadas, Tagme Na Wai. Nas eleições presidenciais de 28 de junho de 2009, Malam Bacai Sanhá foi o vencedor com 63% dos votos. Sanhá foi um dos heróis da libertação nacional e líder do PAIGC. O governo da Guiné-Bissau passa a ser composto pelo Primeiro-Ministro Carlos Gomes Júnior e o Chefe das Forças Armadas General Antônio Indjai.
Após o conflito militar de 1998, a Guiné-Bissau nunca conseguiu resolver o grave quadro de crise social, económica, política e securitária. Esta situação levou até ao pedido do primeiro-ministro, Martinho Dafa Cabi, de intervenção da Comissão para a Construção da Paz‎ das Nações Unidas em 11 de Julho de 2007. Ainda nesse ano foi criada uma Configuração Específica para a Guiné-Bissau (CSC-GB) liderada por Maria Luiza Ribeiro Viotti, Embaixadora do Brasil junto às Nações Unidas. Esta comissão atuou no país até 2014.

## Golpe militar de 2012
Com o falecimento do Presidente Sanhá, em janeiro de 2012, por motivo de doença, as disputas pela presidência extrapolaram a rivalidade eleitoral e culminaram
com um novo golpe militar, em 12 de abril de 2012.
Um Comando Militar tomou o controle do governo e anunciou a suspensão da Constituição. Este golpe foi amplamente condenado pela comunidade internacional, tendo o país sido suspenso das suas atividades na União Africana e na ECOWAS.
Em Maio de 2012 foi formado um governo de transição, composto por Sherifo Nhamadjo, Porta-Voz da Assembleia Nacional Popular (ANP), como o presidente da transição, e por Rui Duarte Barros, ex-Ministro das Finanças, como o Primeiro-Ministro.
Realizaram-se eleições apenas em abril de 2014, vencendo o candidato a presidente José Mário Vaz, pelo PAIGC, que formou governo com o Primeiro-Ministro Domingos Simões Pereira, do mesmo partido.